# 설폭사이드

설폭사이드의 구조

설폭사이드(Sulfoxide)는 R2SO형태의 화합물이다. 황의 결합수가 3이다. 유기용매로 널리 쓰이는 다이메틸 설폭사이드(DMSO)등이 있다.

## 같이 보기
- 설포늄